# Список міністрів закордонних справ Чорногорії
Список міністрів закордонних справ Чорногорії

## Міністри закордонних справ Чорногорії
1. Станко Радонич — (1879—1889);
2. Гавро Вукович — (1889—1905);
3. Лазар Миджушкович — (1905—1906);
4. Марко Радулович — (1906—1907);
5. Андрій Радович — (1907);
6. Лазар Томанович — (1907—1911);
7. Душан Грегович — (1911—1912);
8. Мітар Мартинович — (1912—1913);
9. Петар Пламенач — (1913—1915);
10. Янко Вукотич — (1915);
11. Мірко Миджушкович — (1915);
12. Лазар Миджушкович — (1915—1916);
13. Андріджа Радович — (1916—1917);
14. Міленко Стефанович — (1982—1985);
15. Ігор Йовович — (1985—1990);
16. Бранко Луковач — (1990–1991);
17. Нікола Самарджич — (1991–1992);
18. Міодраг Лекич — (1992–1995);
19. Джанко Джекнич — (1995–1997);
20. Бранко Перович — (1997–2000);
21. Бранко Луковач — (2000–2002);
22. Драган Джурович — (2002–2003);
23. Драгіза Бержан — (2003–2004);
24. Міодраг Влахович — (2004–2006);
25. Мілан Рочен — (2006–2012);
26. Небойша Калуджерович — (2012);
27. Ігор Лукшич — (2012 —2016);
28. Срджан Дарманович — (2016—2020);
29. Джордже Радулович — (2020—2022);
30. Ранко Кривокапич — (з 28 квітня 2022 до 31 жовтня 2023).
31. Філіп Іванович — (з 31 жовтня 2023 до 23 липня 2024).
32. Ервін Ібрагімович — (з 23 липня 2024).